# Нджонго Присо
Нджонго Лобе Присо Додинг (на английски: Njongo Lobe Priso Doding) е камерунски професионален футболист, нападател, състезател на ПФК ЦСКА (София).
Започва своята кариера в родината си, като играе в отбора на Фову Бахам (Камерун). През 2007 година е харесан и привлечен в отбора на Мсида Сент-Джозеф (Малта). Благодарение на добрите си мачове, и на отбелязаните си 22 гола в първенството на Малта е привлечен във ФК Валета на 9 юли 2008 година, където играе в продължение на две години. С отбора печели Купата на Лигата през 2010 година.
През 2010 година, кипърският АЕК Ларнака сключва сделка с малтийците, като Присо отива в Кипър като преотстъпен за една година. На 30 август 2010 г., дебютира за отбора като резерва, в мача срещу Омония (Никозия), спечелен с 2 – 1. Отбелязва първия си гол при равенството 1 – 1 срещу Ермис (Арадипиу) на 26 февруари 2011 година. В края на сезона Присо подписва като свободен играч с АЕК, като ФК Валета запазва правото да получи процент от следваща продажба на играча.
Присо подписва с българския ПФК ЦСКА (София) на 19 януари 2012 година, като по неофициални данни трансфера е на стойност €320 000.
Дебютира в официален мач за „червените“ в мач от първенството срещу ПСФК Черноморец (Бургас), а отбора му губи с 0 – 2. Отбелязва първият си гол за ЦСКА, в четвъртфинален мач за Купата на България, загубен от ПФК Септември (Симитли) с 2 – 1.